# Echeveria elegans

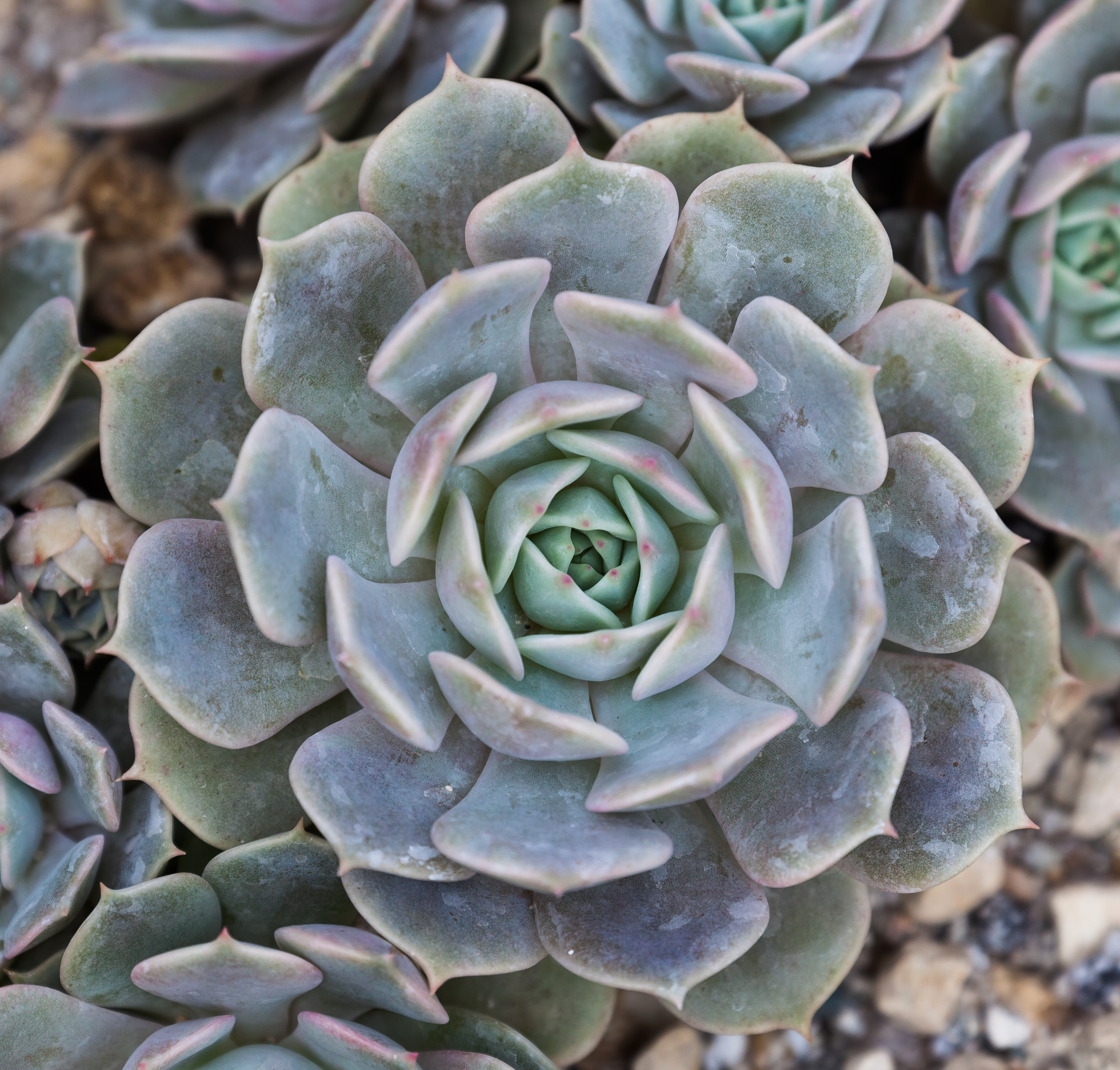
Echeveria elegans, giardino botanico Nymphenburg di Monaco di Baviera, Germania

Echeveria elegans (Rose, 1905) è una pianta succulenta appartenente alla famiglia delle Crassulacee, endemica del Messico.

## Etimologia
Il nome le è stato dato in onore del pittore e botanico messicano Atanasio Echeverría, noto per i dipinti di piante fatti durante una spedizione; elegans è il latino per 'elegante' o 'distinto'.

## Descrizione

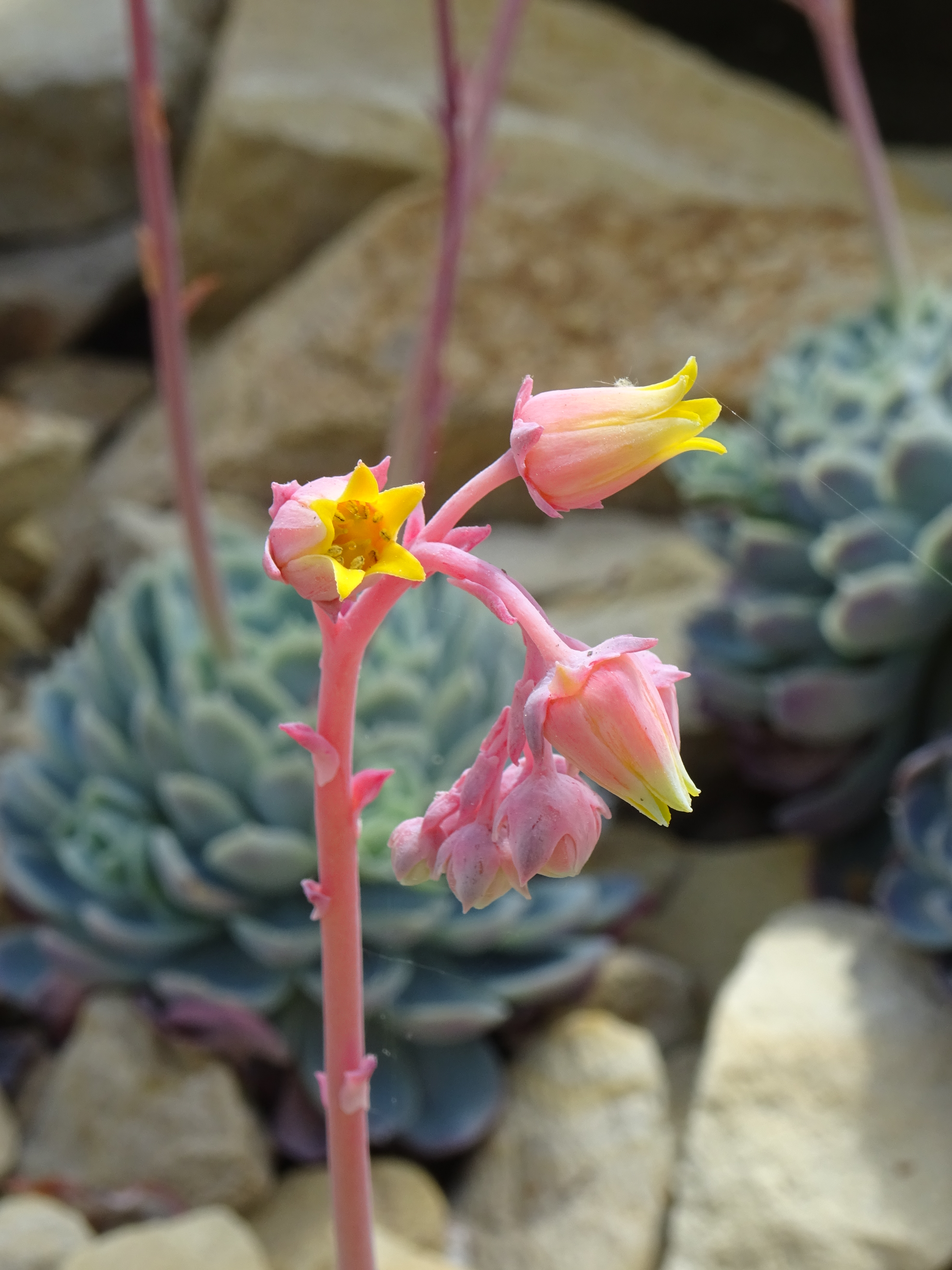
Fiori di E. elegans

E. elegans è una pianta di medie dimensioni che può raggiungere i 5–10 cm di altezza e 50 cm di larghezza, inoltre lo stelo è lungo 25 cm.

### Foglie
Le foglie, concave e grasse, sono di colore grigio azzurro e disposte a rosetta; possono anche avere le punte rossastre.

### Fiore
I fiori, che crescono su lunghi steli, sono lunghi e stretti; hanno una colorazione rosso-rosata con bordature gialle.

## Distribuzione e habitat
Echeveria elegans è originaria delle zone semi-desertiche del Messico.

## Tassonomia
La classificazione tradizionale assegna le Crassulacee, tra cui E. elegans, all’ordine Rosales; la Classificazione APG III le colloca in Saxifragales.

### Varietà
- Echeveria elegans var. elegans
- Echeveria elegans var. simulans, Poelln, 1936

### Sinonimi
- Oliverella elegans Rose, 1903

### Specie simili
- Echeveria derenbergii
- Echeveria setosa
- Greenovia diplocycla

## Usi e coltivazione
E. elegans, come d’altra parte tutte le Crassulacee, viene apprezzata come pianta ornamentale.  È una pianta da vaso utilizzata anche nei giardini rocciosi. È facile da coltivare, altro fattore della sua popolarità, e predilige climi subtropicali mentre non è da coltivare sotto i 7 gradi.